# Мілейовець
Мілейовець (пол. Milejowiec) — село в Польщі, у гміні Розпша Пйотрковського повіту Лодзинського воєводства.
Населення — 306 осіб (2011).
У 1975-1998 роках село належало до Пйотрковського воєводства.

## Демографія
Демографічна структура станом на 31 березня 2011 року:
|          | Загалом | Допрацездатний вік | Працездатний вік | Постпрацездатний вік |
| -------- | ------- | ------------------ | ---------------- | -------------------- |
| Чоловіки | 162     | 38                 | 107              | 17                   |
| Жінки    | 144     | 26                 | 85               | 33                   |
| Разом    | 306     | 64                 | 192              | 50                   |